# Neoserica grossepunctata
Neoserica grossepunctata är en skalbaggsart som beskrevs av Ahrens 2003. Neoserica grossepunctata ingår i släktet Neoserica och familjen Melolonthidae. Inga underarter finns listade i Catalogue of Life.